# Řád Mubáraka Velikého
Řád Mubáraka Velikého (arabsky: قلادة مبارك الكبير) je nejvyšší státní vyznamenání Kuvajtu. Založen byl roku 1974 a je udílen zahraničním hlavám států a příslušníkům královských rodin.

## Historie
Řád byl založen 16. července 1974 na památku šejka Mubáraka Al-Sabah, zvaného Veliký, kterému se v roce 1897 podařilo získat separátní nezávislost Kuvajtu na Osmanské říši. V roce 1992 došlo k reformě statusu řádu, během které byl změněn i vzhled insignií.

## Insignie

### Do roku 1992
Řádový řetěz se skládal ze zlatého kulatého medailonu pokrytého světle modrým smaltem a zdobeného květinovým motivem s centrálním medailonkem v podobě osmicípé hvězdy s vyobrazením plachetnice, která je jedním ze státních symbolů Kuvajtu. Řetěz sestával ze článků v podobě modře smaltovaných čtverců s vyobrazením plachetnice, které se střídaly se články v podobě bíle smaltované deseticípé hvězdy s monogramem Kuvajtu uprostřed.
Stuha třídy velkostuhy byla barvy námořní modři s dvěma úzkými bílými pruhy po stranách.

### Od roku 1992
Řádový odznak má tvar zlaté osmicípé hvězdy při okraji s lemem z tmavě modrého smaltu zdobného zlatem. Uprostřed je bíle smaltovaná osmicípá hvězda s vyobrazením státního znaku Kuvajtu.
Řádový řetěz se skládá ze článků v podobě bíle smaltované osmicípé hvězdy se zlatým arabským monogramem Kuvajtu, které se střídají se články nepravidelného tvaru s vyobrazením plachetnice na oblačném pozadí plující na modrobíle smaltovaných vlnách.
Stuha třídy velkostuhy je barvy námořní modři s dvěma úzkými bílými pruhy po stranách.

## Třídy
Řád je udílen ve dvou řádných třídách:
- řetěz – Tato třída je vyhrazena pro zahraničí hlavy států.
- velkostuha – Tato třída je vyhrazena zahraničním následníkům trůnu či významnějším princům.